# Maria Montez
Maria Montez (6. lipnja 1912. – 7. rujna 1951.) bila je dominikanska filmska glumica koja je 1940-ih stekla popularnost i slavu tumačeći egzotične ljepotice u hollywoodskim pustolovnim filmovima.

## Biografija
Rođena je kao María África Gracia Vidal u Barahoni u Dominikanskoj Republici kao drugo od desetoro djece. Još kao dijete je naučila tečno govoriti engleski jezik pa se 1932. godine zahvaljujući tome udala za Williama McFeetersa, američkog bankara koji je poslovao u njenom rodnom gradu.
Brak se raspao 1939. godine, ali je Maria tada u New Yorku već koristila svoj egzotični izgled za uspješnu karijeru modela. Odlučila je postati kazališnom glumicom, pa je svom agentu naredila da je u službenoj biografiji učini nekoliko godina mlađom. S vremenom je pristala sklopiti ugovor sa studijom Universal Pictures, te debitirala u B westernu Boss of Bullion City. 
Izgled ju je brzo učinio heroinom Universalovih pustolovnih spektakala u technicoloru od kojih su najpoznatiji šest gdje joj je partner bio Jon Hall — Arapske noći (1942.), White Savage (1943.), Ali-Baba i četrdeset razbojnika (1944.), Žena kobra (1944.), Gypsy Wildcat (1944.) i Sudan (1945.).  Montez je također glumila i u nekoliko technicolor westerna kao što su Pirates of Monterey (1947.) s Rod Cameronom te The Exile (1948.), koji je režirao Max Ophuls i gdje joj je partner bio Douglas Fairbanks, Jr.
U Hollywoodu se upoznala i vjenčala za francuskog glumca Jean-Pierre Aumonta, koji je nedugo nakon vjenčanja otišao služiti u Slobodnim francuskim snagama‎ za vrijeme Drugog svjetskog rata. Po završetku rata par je imao kći Mariju Christinu (koja će kasnije postati poznata kao glumica Tina Aumont). Potom se obitelj preselila u Suresnes u Île-de-Franceu, istočno predgrađe Pariza. Tamo je Montez nastupala u nekoliko filmova, kazališnih predstava i napisala tri knjige.
Umrla je 7. rujna 1951. nakon što je doživjela infarkt i utopila se u kadi. Sahranjena je na groblju Cimetière du Montparnasse gdje nadgrobni spomenik navodi da je rođena 1918.
Godine 1996. u gradu Barahonu otvoren je Međunarodni aerodrom María Montez (Aeropuerto Internacional María Montez ) u njenu čast.

## Vanjske poveznice
- Maria Montez na Internet Movie Database